# Колумбійський песо
Колумбійський песо (ісп. Peso colombiano) — національна валюта Колумбії.
1 колумбійський песо = 100 сентаво.
На території країни обіг мають банкноти номіналом 1000, 2000, 5000, 10000, 20000 і 50000 песо. Емісійний інститут — Банк Республіки.

## Історія
Законом від 25 жовтня 1903 року золотий вміст колумбійського песо було встановлено, виходячи зі співвідношення 5 песо = 1 фунт стерлінгів, в 1,464476 г чистого золота. Золоті песо стали карбуватися з 1913 року. До 1923 року як платіжний засіб використовувалися також англійські золоті монети. Грошова емісія здійснювалася казначейством.

### Банкноти
Випущені у 1923 році банкноти новоствореного центрального банку розмінювалися на золото до 1931 року, і курс песо не відхилявся від паритетного. З середини XX століття було проголошено проведення консервативної політики у фінансово-бюджетних та грошово-кредитних операціях, наслідком якої стало наступ інфляції.

### Монети
У 1967 році в Колумбії було введено монети 1 і 5 сентаво з мідненої сталі, монети 10, 20 і 50 сентаво з нікельованої сталі та мідно-нікелеві монети 1 песо. Монету 2 сентаво припинили випускати у 1960 році. У 1977 році були введені бронзові монети 2 песо. У 1984 році було припинено виробництво усіх монет номіналом нижче 1 песо.
Монети наступних номіналів були випущені у період високої інфляції: монета 5 песо — у 1980 році, потім монета 10 песо — у 1981 році, 20 песо — у 1982 році, 50 песо — у 1986 році, 100 песо — у 1992 році, 200 песо — у 1994 році, 500 песо — у 1993 і 1000 песо — у 1996 році. Однак, у зв'язку з масовою підробкою монети 1000 песо, вона була знята з виробництва.